# Édouard Philippe
Édouard Charles Philippe (franskt uttal: [ˈedwaʁ ʃaʁl fiˈlip]), född 28 november 1970 i Rouen, är en fransk advokat och politiker för Republikanerna. Han var Frankrikes premiärminister från 15 maj 2017 till 3 juli 2020. Den 3 juli 2020 meddelades att han och hans regering avgår. Han efterträddes på posten av Jean Castex.

## Biografi
Philippe föddes och växte upp i Rouen. Han är son till två gymnasielärare i franska. Han blev diplomerad från Sciences Po Paris 1992 och från ENA 1997. Därefter tjänstgjorde han i Conseil d'État (Statsrådet) i fem år innan han började sin politiska karriär. År 2001 valdes han som conseiller municipal (kommunfullmäktig) i Le Havre och under det följande året deltog han i bildandet av det nya borgerliga partiet UMP. Han arbetade som advokat 2004-2007 och vid kärnkraftföretaget Areva 2007–2010. Mellan 2010 och 2017 var han borgmästare i Le Havre, och 2012 valdes han in i nationalförsamlingen.
Philippe är gift och har tre barn.